# Championnats d'Europe de patinage de vitesse sur piste courte 2007
Navigation
Édition précédente Édition suivante
Les Championnats d'Europe de patinage de vitesse sur piste courte 2007 se déroulent à Sheffield (Royaume-Uni), du 19 au 21 janvier 2007.

## Podiums

### Hommes
| Épreuves        | Or                                                                | Argent                                                              | Bronze                                                      |
| --------------- | ----------------------------------------------------------------- | ------------------------------------------------------------------- | ----------------------------------------------------------- |
| 500 m           | France Thibaut Fauconnet                                          | Italie Nicola Rodigari                                              | Hongrie Gabor Galambos                                      |
| 1 000 m         | Italie Nicola Rodigari                                            | Italie Yuri Confortola                                              | Italie Denis Bellotti                                       |
| 1 500 m         | Italie Nicola Rodigari                                            | Hongrie Viktor Knoch                                                | Pays-Bas Niels Kerstholt                                    |
| 3 000 m         | Belgique Pieter Gysel                                             | Italie Yuri Confortola                                              | Italie Nicola Rodigari                                      |
| 5 000 m relais  | Allemagne Robert Becker Paul Herrmann Sebastian Praus Tyson Heung | Hongrie Marton Endre Tamus Viktor Knoch Peter Darazs Gabor Galambos | Grande-Bretagne Paul Worth Paul Stanley Jon Eley Tom Iveson |
| Toutes épreuves | Italie Nicola Rodigari                                            | Belgique Pieter Gysel                                               | Italie Yuri Confortola                                      |

### Femmes
| Épreuves        | Or                                                                   | Argent                                                         | Bronze                                                             |
| --------------- | -------------------------------------------------------------------- | -------------------------------------------------------------- | ------------------------------------------------------------------ |
| 500 m           | Bulgarie Evgenia Radanova                                            | Grande-Bretagne Sarah Lindsay                                  | Russie Ekaterina Belova                                            |
| 1 000 m         | Bulgarie Evgenia Radanova                                            | Bulgarie Marina Georgieva-Nikolova                             | France Stéphanie Bouvier                                           |
| 1 500 m         | France Stéphanie Bouvier                                             | Italie Katia Zini                                              | Italie Arianna Fontana                                             |
| 3 000 m         | Bulgarie Evgenia Radanova                                            | France Stéphanie Bouvier                                       | Italie Katia Zini                                                  |
| 3 000 m relais  | Allemagne Susanne Rudolph Christin Priebst Tina Grassow Julia Riedel | Italie Katia Zini Cecilia Maffei Marta Capurso Arianna Fontana | Pays-Bas Ellen Wiegers Maaike Vos Annita van Doorn Jorien ter Mors |
| Toutes épreuves | Bulgarie Evgenia Radanova                                            | France Stéphanie Bouvier                                       | Italie Katia Zini                                                  |

## Tableau des médailles
| Rang | Nation          | Or | Argent | Bronze | Total |
| ---- | --------------- | -- | ------ | ------ | ----- |
| 1    | Italie          | 3  | 5      | 6      | 14    |
| 2    | Bulgarie        | 4  | 1      | 0      | 5     |
| 3    | France          | 2  | 2      | 1      | 5     |
| 4    | Allemagne       | 2  | 0      | 0      | 2     |
| 5    | Belgique        | 1  | 1      | 0      | 2     |
| 6    | Hongrie         | 0  | 2      | 1      | 3     |
| 7    | Grande-Bretagne | 0  | 1      | 1      | 2     |
| 8    | Pays-Bas        | 0  | 0      | 2      | 2     |
| 9    | Russie          | 0  | 0      | 1      | 1     |